# Quân đội viễn chinh Pháp vùng Viễn Đông
Quân đội viễn chinh Pháp vùng Viễn Đông (tiếng Pháp: Corps Expéditionnaire Français en Extrême-Orient, tắt là CEFEO) là một lực lượng quân đội viễn chinh của quân đội Liên hiệp Pháp thành lập ở Đông Dương thuộc Pháp trong năm 1945 trong thời gian Chiến tranh Thái Bình Dương. Sau đó, CEFEO đã chiến đấu và thất bại trong cuộc Chiến tranh Đông Dương lần thứ nhất trong cuộc chiến chống lại quân nổi dậy Việt Minh.

## Lịch sử

### Chiến tranh Thái Bình Dương (1945)
- Bài chi tiết: Cuộc đảo chính của Nhật Bản ở Đông Dương thuộc Pháp

CEFEO được thành lập vào đầu năm 1945 như là sự thay thế cho các Lực lượng viễn chinh Pháp vùng Viễn Đông cũ (Forces Expéditionnaires Françaises d'Extrême-Orient, FEFEO). Mục đích của nó là để hỗ trợ chính quyền Gilbert Sabattier có trụ sở tại Sài Gòn, chỉ huy "Lực lượng Pháp Đông Dương" (Forces Françaises d'Indochine) và chỉ huy lực lượng Pháp quốc Tự do chiến đấu chống quân Nhật từ sau ngày Nhật đảo chính. Sau khi nước Pháp giải phóng và Đức Quốc Xã đầu hàng ở châu Âu, Pháp muốn khôi phục lại thuộc địa ở Đông Dương. Vào ngày 7 tháng 6 năm 1945, Leclerc được chỉ định làm chỉ huy của CEFEO. Vào ngày 22 tháng 6, Leclerc đã chuyển quyền chỉ huy Sư đoàn 2 Armored (2ème DB) - đơn vị nổi tiếng đã giải phóng Paris vào tháng 8 năm 1944 cho Đại tá Dio. Leclerc đã quyền chỉ huy Lực lượng Pháp Viễn Đông (Forces Françaises en Extrême-Orient) vào ngày 15 tháng 8.

### Chiến tranh Đông Dương đầu tiên (1946–1954)
- Bài chi tiết: Chiến tranh Đông Dương lần thứ nhất

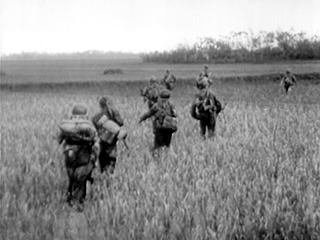
lính dù thuộc địa ở đồng bằng Bắc Bộ năm (1952)

Năm 1946, Phong trào giải phóng dân tộc Việt Nam (1885–1945) và làm cho Phong trào giải phóng dân tộc nổi lên, lan tràn sang cả Lào, Campuchia. Phong trào dẫn đầu bởi Việt Minh, một phong trài chính trị kết hợp Chủ nghĩa dân tộc và Cộng sản. Chiến tranh bùng nổ và những năm đầu quân Pháp phải chống lại loại hình chiến tranh du kích, từ năm 1950 được các nước cộng sản hỗ trợ Lực lượng Việt Minh tăng cường sử dụng loại hình chiến tranh thông thường. Cuộc Chiến tranh Đông Dương đầu tiên chính thức kéo dài từ ngày 20 tháng 11 năm 1946 cho đến ngày 20 tháng 7 năm 1954 và được giải quyết bởi Hiệp định Genève.

### Giải thể (1956)
Sau khi người lính CEFEO cuối cùng rời khỏi Việt Nam, Lào và Campuchia vào năm 1956, lực lượng đã bị Tổng thống Pierre Jacquot giải tán.

## Thành phần
Phần lớn lính CEFEO là các tình nguyện viên đến từ các lãnh thổ thuộc địa hoặc xứ bảo hộ của Liên hiệp Pháp tại Maghreb (Maroc, Algérie và Tunisia), châu Phi cận Sahara, Madagascar và Đông Nam Á. Ngoại lệ là Binh đoàn Lê dương Pháp của Pháp bao gồm chủ yếu là tình nguyện viên châu Âu (bao gồm Pháp, Tây Ban Nha, Ba Lan và đáng chú ý nhất là người Đức).
Hầu hết các đơn vị thuộc địa không chuyên nghiệp (BPC), toàn bộ Tham mưu trưởng đều từ chính quốc Pháp, như một số bộ binh thuộc địa, các đơn vị pháo binh và chuyên gia.
Vào đầu tháng 11 năm 1953, các tình nguyện viên Liên hiệp Pháp đã trở về từ Chiến tranh Triều Tiên, họ khởi hành từ Incheon đến Việt Nam. Họ sẽ tham gia vào Trận Đắk Pơ vào tháng 6 và tháng 7 năm 1954.

## Chỉ huy

### Tổng chỉ huy
- 15 tháng 8 năm 1945 - 19 tháng 7 năm 1946: Trung tướng Philippe Leclerc de Hauteclocque;
- 19 tháng 7 năm 1946 - tháng 2 năm 1948: Trung tướng Jean Étienne Valluy;
- Ngày 10 tháng 2 năm 1948 - tháng 4 năm 1948: Thiếu tướng Raoul Salan (tạm quyền);
- Tháng 4 năm 1948 - tháng 9 năm 1949: Trung tướng Roger Blaizot;
- Tháng 9 năm 1949 - tháng 12 năm 1950: Trung tướng Marcel Maurice Carpentier;
- Ngày 6 tháng 12 năm 1950 - ngày 31 tháng 12 năm 1951: Đại tướng Jean de Lattre de Tassigny (kiêm Cao ủy);
- 1 st tháng 1 năm 1952 - 27 tháng năm 1953: Trung tướng Raoul Salan[3];
- Ngày 8 tháng 5 năm 1953 - ngày 8 tháng 6 năm 1954: Trung tướng Henri Navarre[4];
- Ngày 9 tháng 6 năm 1954 - tháng 6 năm 1955: Đại tướng Paul Ély;
- Tháng 6 năm 1955 - tháng 2 năm 1956: Trung tướng Pierre-Elie Jacquot.

### Các chỉ huy ở Bắc Kỳ
- Tháng 5 năm 1947 - tháng 2 năm 1948: Thiếu tướng Raoul Salan;
- Tháng 8 năm 1948 - tháng 9 năm 1949: Chuẩn tướng Charles Chanson;
- Tháng 9 năm 1949 - tháng 11 năm 1950: Thiếu tướng Marcel Alessandri;
- Tháng 2 năm 1951 - tháng 5 năm 1953: Trung tướng François de Linares;
- Tháng 6 năm 1953 - tháng 10 năm 1954: Thiếu tướng René Cogny.

### Các chỉ huy của Nam Kỳ
- Tháng 12 năm 1946 - tháng 2 năm 1948: Thiếu tướng Georges Nyo;
- Tháng 2 năm 1948 - tháng 9 năm 1949: Chuẩn tướng Boyer de la Tour;
- Tháng 9 năm 1949 - tháng 7 năm 1951: Chuẩn tướng Charles Chanson;
- Tháng 9 năm 1951 - tháng 6 năm 1953: Thiếu tướng Paul-Louis Bondis.